# Uncut
Uncut è una rivista mensile britannica di musica e cinema.

## Storia
Il primo numero di Uncut uscì in edicola in Gran Bretagna nel maggio 1997 come "rivista mensile indirizzata ad un pubblico di fascia d'età compresa tra i 25 e i 45 anni appassionato di musica rock e cinema", diretta da Allan Jones (ex direttore di Melody Maker). Jones dichiarò che l'idea di creare una nuova rivista gli venne a causa della decisione di Melody Maker di "svecchiare" la propria utenza. Jones era contrario all'iniziativa, in quanto pensava egli stesso di stare invecchiando e di voler continuare a rivolgersi ad un pubblico maturo amante del rock classico e non a ragazzini "innamorati" del Britpop.
Secondo IPC Media, l'86% dei lettori della rivista sono uomini di circa 37 anni d'età.
Uncut comprende spesso articoli approfonditi su vecchi album storici, interviste a registi e musicisti, recensioni di film, libri, e di tutti i più importanti album discografici in uscita. Ogni mese la rivista esce con un CD musicale gratuito allegato.
Nel maggio 2006 Uncut ha subito un ridisegnamento radicale, focalizzandosi maggiormente sulla musica e riducendo molto lo spazio dedicato a film e libri.
La rivista viene importata in Italia sin dalla sua nascita, ed è abitualmente disponibile presso librerie, edicole specializzate e megastore.

## Uncut Legends&The Ultimate Music Guide
Spesso Uncut produce numeri speciali dedicati alla carriera di uno specifico artista. Le serie si intitolano Uncut Legends e The Ultimate Music Guide. Artisti che hanno avuto l'onore di avere un numero della rivista completamente dedicato a loro hanno incluso Radiohead, Bob Dylan, The Kinks, Kurt Cobain, Beatles, Rolling Stones, U2, The Smiths, Neil Young, The Cure, Bruce Springsteen, John Lennon, Paul McCartney, ecc...

## Uncut Music Award
Nel 2008 Uncut inaugurò l'Uncut Music Award, manifestazione nella quale una lista di 25 nomination di artisti viene presa in esame da una decina di giudici, che assegnano il premio al miglior artista dell'anno. Tra i vincitori delle passate edizioni ci sono stati i Fleet Foxes (2008), Tinariwen (2009), Paul Weller (2010) e P.J. Harvey (2011).